# They
در انگلیسی مدرن، They ضمیر سوم شخص جمع است.